# Рамон де Кардона
Рамóн Фолк де Кардона и Англесола (на испански: Ramón Folch de Cardona-Anglesola; * 1467, Белпуч, провинция Лерида, Каталония, † 1522, Неапол) от каталонския благороднически род Фолк де Кардона, е граф на Алвито и Албенто, 11. барон на Белпуч, от 12 декември 1502 г. първият херцог на Сома и испански пълководец и политик. Той е адмирал през 1505 г. в поход, който завладява Северна Африка.

## Биография
От Фердинанд II Арагонски, женен за Исабела Кастилска, Рамóн де Кардона е номиниран за вицекрал на Сицилия (1507 – 1509). След смъртта на Исабела през 1504 г. кралят се жени през 1506 г. за Жермен дьо Фуа, племенница на френския крал Луи XII. Така Кралство Неапол става арагонска собственост и Рамóн де Кардона е номиниран за вицекрал на Неапол (1509 – 1522).
Рамóн де Кардона през Италианските войни е главнокомандващ на испанската войска в Италия по време на войната между Свещената Камбрийска лига и Свещената лига против Франция (1511). През 1511 г. Рамóн Фолх де Кардона е главнокомандващ в Свещената лига на войската на папа Юлий II. През 1512 г. той е военен командир при потушаването на бунт в Болоня срещу папата. Обаче е победен от французите в битката при Равена. След една година Рамóн де Кардона с нова войска се бие успешно в Ломбардия. През 1513 г. той стига до Флоренция и изгонва французите от Северна Италия. След смъртта на папа Юлий II той се оттегля с хората си в Неапол.
След смъртта на Фердинанд II той запазва при хабсбургския му наследник Карл V своята служба в Неапол и през 1519 г. е номиниран от него за велик адмирал на Неаполитанското кралство.
Умира в Неапол през 1522 г. и погребан е в Белпуч.

## Фамилия
Рамóн Фолх де Кардона се жени през 1506 г. за Исабел Енрикез де Рекесенс (1468 – 1535), 2. кондеса де Паламóс. Те имат две деца:
- Фернандо Фолх де Кардона и Рекесенс (* 1522, † 1571) 2. херцог на Сома, 3. граф на Паламóс, 2. граф на Оливето, барон де Белпуч
- Кастеллана Фолх де Кардона и Рекесенс, омъжена за Фернандо д´Арагона, 1535 1. херцог на Монталто (+ 1549). Той е извънбрачен син на крал Фердинанд I от Неапол.

Той има извънбрачна дъщеря:
- Катарина де Кардона (* 1519, Барселона, † 11 май 1577), монахиня, отшелничка, приятелка на Тереза Авилска

## Галерия
- Портрет на Доñа Исабел де Рекесенс, съпругата на Рамóн де Кардона от Рафаело
- Гробницата на Рамон де Кардона в Белпуч